# Дымовское (Ярославская область)
Дымовское — деревня в Огарковском сельском поселении Рыбинского района Ярославской области России.
Деревня расположена непосредственно на федеральной автомобильной дороге Р104 на участке Рыбинск—Пошехонье. Она имеет две основные улицы, одна — непосредственно на автомобильной дороге, вторая — перпендикулярно дороге к востоку от неё. С северной стороны деревни начинается безымянный ручей, который течёт на запад, пересекает дорогу, протекает с севера деревни Сидорково и урочища Петровское и впадает в Рыбинское водохранилище. Деревня удалена на расстояние 21 км от Рыбинска. Ближайшая деревня в сторону Рыбинска — Савинское (2 км), в сторону Пошехонья — Огарково, центр сельского поселения (4 км). Вокруг Дымовского и Савинского — небольшой участок сельскохозяйственных угодий, за которыми простирается заболоченный лес.
В деревне 09.08.1918 года родился Дмитрий Иванович Смирнов, Герой Советского Союза, командир эскадрильи 431-го штурмового авиационного полка.
На 1 января 2007 года в деревне числилось 67 постоянных жителей. Почтовое отделение в деревне Волково обслуживает в деревне Дымовское 61 дом.